# Лаример (округ)
Ла́ример (англ. Larimer County) — округ в штате Колорадо, США. Официально образован в 1861 году. По состоянию на 2010 год, численность населения составляла 299 630 человек.

## География
По данным Бюро переписи США, общая площадь округа равняется 6 822,067 км2, из которых 6 723,647 км2 суша и 98,420 км2 или 1,400 % это водоёмы.

## Население
По данным переписи населения 2000 года в округе проживает 251 494 жителя в составе 97 164 домашних хозяйств и 63 156 семей. Плотность населения составляет 37,00 человек на км2. На территории округа насчитывается 105 392 жилых строения, при плотности застройки около 16,00-ти строений на км2. Расовый состав населения: белые — 91,44 %, афроамериканцы — 0,66 %, коренные американцы (индейцы) — 0,66 %, азиаты — 1,56 %, гавайцы — 0,08 %, представители других рас — 3,41 %, представители двух или более рас — 2,19 %. Испаноязычные составляли 8,27 % населения независимо от расы.
В составе 31,70 % из общего числа домашних хозяйств проживают дети в возрасте до 18 лет, 53,60 % домашних хозяйств представляют собой супружеские пары проживающие вместе, 7,90 % домашних хозяйств представляют собой одиноких женщин без супруга, 35,00 % домашних хозяйств не имеют отношения к семьям, 23,40 % домашних хозяйств состоят из одного человека, 6,30 % домашних хозяйств состоят из престарелых (65 лет и старше), проживающих в одиночестве. Средний размер домашнего хозяйства составляет 2,52 человека, и средний размер семьи 2,99 человека.
Возрастной состав округа: 23,80 % моложе 18 лет, 14,20 % от 18 до 24, 30,70 % от 25 до 44, 21,80 % от 45 до 64 и 21,80 % от 65 и старше. Средний возраст жителя округа 33 лет. На каждые 100 женщин приходится 99,90 мужчин. На каждые 100 женщин старше 18 лет приходится 98,20 мужчин.
Средний доход на домохозяйство в округе составлял 48 655 USD, на семью — 58 866 USD. Среднестатистический заработок мужчины был 40 829 USD против 27 859 USD для женщины. Доход на душу населения составлял 23 689 USD. Около 4,30 % семей и 9,20 % общего населения находились ниже черты бедности, в том числе — 6,80 % молодёжи (тех, кому ещё не исполнилось 18 лет) и 4,40 % тех, кому было уже больше 65 лет.
Населённые пункты округа: Форт-Коллинс, Лавлэнд, Бертуд, Джонстаун, Эстес-Парк, Тимнат, Уэллингтон и Уиндзор.